# Nesotettix samoensis
Nesotettix samoensis is een rechtvleugelig insect uit de familie doornsprinkhanen (Tetrigidae). De wetenschappelijke naam van deze soort is voor het eerst geldig gepubliceerd in 1909 door Holdhaus.